# Liste der Bodendenkmale in Bordelum
In der Liste der Bodendenkmale in Bordelum sind die Bodendenkmale der Gemeinde Bordelum nach dem Stand der Bodendenkmalliste des Archäologischen Landesamts Schleswig-Holstein von 2016 aufgelistet. Die Baudenkmale sind in der Liste der Kulturdenkmale in Bordelum aufgeführt.
| Denkmal-ID           | Befundart           | Bezeichnung                                           | Zeitstellung                 | Lage | Bemerkungen                                         | Bild |
| -------------------- | ------------------- | ----------------------------------------------------- | ---------------------------- | ---- | --------------------------------------------------- | ---- |
| aKD-ALSH-Nr. 001 172 |                     | Quelle/Brunnen/Kanalisation/Zisterne „Heilige Quelle“ |                              |      | halbkreisförmig eingefasste Quelle                  |      |
| aKD-ALSH-Nr. 001 173 | Befestigung > Burg  | Burg/Motte/Ringwall/Turmhügel „Fru Mettens Hof“       | Mittelalter                  |      |                                                     |      |
| aKD-ALSH-Nr. 001 174 | Grabmal > Grabhügel | Grabhügel                                             | Vor- und/oder Frühgeschichte |      |                                                     |      |
| aKD-ALSH-Nr. 001 175 | Verhüttungsfläche   | Verhüttungsfläche                                     |                              |      | Raseneisenerzpanzer mit 106 m Länge und 32 m Breite |      |
| aKD-ALSH-Nr. 001 176 | Befestigung > Burg  | Burg/Motte/Ringwall/Turmhügel                         | Mittelalter                  |      |                                                     |      |
| aKD-ALSH-Nr. 001 324 | Grabmal > Grabhügel | Grabhügel                                             | Vor- und/oder Frühgeschichte |      |                                                     |      |
| aKD-ALSH-Nr. 001 326 | Grabmal > Grabhügel | Grabhügel                                             | Vor- und/oder Frühgeschichte |      |                                                     |      |